# Orangeada
Orangeada – album tria Trzaska/Friis/Uuskyla wydany w 2006 roku przez Kilogram Records.

## Spis utworów
1. "Next stop" (Uuskyla)
2. "Tallest Trees" (Uuskyla)
3. "Orangeada" (Trzaska/Nielsen/Uuskyla)
4. "Scandal in the Forest" (Nielsen)
5. "Ford Fiasco" (Nielsen)
6. "Charm Trousers Ballad" (Trzaska)
7. "Man with yellow eyes" (Trzaska)

## Twórcy
- Mikołaj Trzaska – saksofon altowy, tenorowy (C melody), barytonowy, klarnet basowy
- Peter Friis Nielsen – gitara basowa
- Peeter Uuskyla – instrumenty perkusyjne

Materiał zarejestrowano w sopockim studiu nagraniowym im. Adama Mickiewicza należącym do Macieja Cieślaka (Ścianka), producenta płyty, 29 listopada i 1 grudnia 2004 roku. Tytuł zainspirowała pomarańczowa rewolucja na Ukrainie – trio odbyło przed sesją nagraniową trasę po Ukrainie, dając między innymi koncert we Lwowie.